# 河合正治
河合 正治（かわい まさはる、大正3年（1914年） - 平成2年（1990年））は、日本の日本史学者。学位は文学博士。広島大学の名誉教授。専門分野は日本の中世史。

## 略歴
大正3年（1914年）、三重県に生まれる。
昭和14年（1939年）に広島文理科大学の史学科を卒業し、広島高等師範学校の教授、広島大学文学部の助教授、教授、福山大学の教授を歴任した。
昭和22年（1947年）以来数年間、魚澄惣五郎の指導を受け、共に瀬戸内海各地の実地調査を行っている。
昭和40年（1965年）1月25日、博士論文「中世武家社会とその精神構造」で広島大学から文学博士の学位を授与される。
平成2年（1990年）に死去。

## 著書

### 単著
- 『安国寺恵瓊』日本歴史学会〈人物叢書〉、1959年8月。[注釈 1]
  - 『安国寺恵瓊』吉川弘文館〈人物叢書〉、1963年7月。
  - 『安国寺恵瓊』吉川弘文館〈人物叢書〉、1989年1月。ISBN 978-4-642-05164-4。
- 『瀬戸内海の歴史』至文堂〈日本歴史新書〉、1967年7月。[注釈 2]国立国会図書館デジタルコレクション
- 『国民の歴史9 南朝と北朝』文英堂、1970年1月。国立国会図書館デジタルコレクション
- 『足利義政―盛り上がる社会意識と東山文化―』清水書院〈センチュリーブックス 人と歴史シリーズ 日本13〉、1972年1月。
- 『中世武家社会の研究』吉川弘文館〈日本史学研究叢書〉、1973年5月。国立国会図書館デジタルコレクション
- 『安芸毛利一族』新人物往来社、1984年11月。ISBN 978-4-404-01239-5。
  - 『安芸毛利一族』吉川弘文館〈読みなおす日本史〉、2014年11月。ISBN 978-4-642-06582-5。
- 『足利義政と東山文化』清水書院〈清水新書〉、1984年9月。
  - 『足利義政と東山文化』吉川弘文館〈読みなおす日本史〉、2016年11月。ISBN 978-4-642-06720-1。
  - 『足利義政と東山文化』清水書院〈新・人と歴史 拡大版 34〉、2019年6月。ISBN 978-4-389-44134-0。 - フルカラー版。

### 編著
- 河合正治 編『瀬戸内海地域の宗教と文化』雄山閣出版、1976年2月。[注釈 3]国立国会図書館デジタルコレクション
- 河合正治 編『毛利元就のすべて』新人物往来社、1986年8月。ISBN 978-4-404-01369-9。[注釈 4]国立国会図書館デジタルコレクション
  - 河合正治 編『毛利元就のすべて（新装版）』新人物往来社、1996年11月。ISBN 4-404-02435-5。
- 神道大系編纂会編、河合正治校注『神道大系神社編40 嚴島』神道大系編纂会、1987年3月。

### 分担執筆
- 広島市役所 編『新修広島市史 第2巻 政治史編』広島市役所、1958年3月。第1編「原始・古代」第3章「荘園制と武士の発生」、第2編「中世」、第3編「近世」第1章「広島築城と城下町の成立」（27-151頁）の執筆を担当。国立国会図書館デジタルコレクション
- 広島市役所 編『新修広島市史 第4巻 文化風俗史編』広島市役所、1958年12月。第1編「古代中世」第2章「厳島とその文化」、第3章「仏教諸宗派の弘通」、第2編「近世」第1章「広島城の築造」（28-127頁）の執筆を担当。国立国会図書館デジタルコレクション
- 家永三郎、石母田正、井上清、井上光貞、北島正元、北山茂夫、佐藤進一、竹内理三、遠山茂樹、永原慶二、奈良本辰也、林屋辰三郎、古島敏雄 編『岩波講座日本歴史5 中世1』岩波書店、1962年12月。「鎌倉武士団の構造」（227-268頁）の執筆を担当。国立国会図書館デジタルコレクション
- 板野長八、今堀誠二、上野実義、内海巌、小倉豊文、紀藤信義、小谷鶴次、後藤陽一、下村彦一、高山一十、千代田謙、中野清一、福尾猛市郎、米倉二郎 編『講座社会科教育6 日本史1』柳原書店、1964年9月。「日本文化の展開とその基盤Ⅱ―中世編―」（28-53頁）と「在地領主制と惣領制」（182-195頁）の執筆を担当。国立国会図書館デジタルコレクション
- 講談社出版研究所編、福尾猛市郎監修『広島1 歴史と文化』講談社、1980年9月。第一部「広島県の歴史」四「港の繁栄と海賊衆」（66-78頁）、五「戦国乱世と毛利氏」（79-91頁）、第二部「広島県の文化財」三「広島県の城郭」（234-241頁）の執筆を担当。

## 論文
- 「伊勢の御師橋村肥前太夫家」『肥前史談』第14巻第2号、1940年。
- 「恵瓊禅師と不動院」、広島県史蹟名勝天然記念物等調査会、1950年10月。
- 「東国武士団の西遷とその成長」『史学研究記念論叢』、広島文理科大学史学科教室編、柳原書店、1950年、53-72頁。
- 「西国に於ける領主制の進展―備後国大田庄を中心に」『ヒストリア』第1号、大阪歴史学会編、1951年9月、8-23頁。
- 「小早川氏の発展と瀬戸内海―西国大名の形成―」『瀬戸内海地域の社会史的研究』、魚澄惣五郎編、柳原書店、1952年3月、109-129頁。
- 「人物評伝 二宮太郎右衛門就辰」『芸備地方史研究』第4号、芸備地方史研究会、1954年1月。
- 「戦国大名としての毛利氏の性格」『史学研究』第54号、広島史学研究会、1954年4月、26-35頁、CRID 1520853833845600256。
  - 「戦国大名としての毛利氏の性格」『戦国大名論集14 毛利氏の研究』、藤木久志編、吉川弘文館、1984年1月、2-20頁。国立国会図書館デジタルコレクション
- 「紹介と批評 大願寺文書について」『芸備地方史研究』第8号、芸備地方史研究会、1954年9月。
- 「資料 仏通寺について」『芸備地方史研究』第14号、芸備地方史研究会、1955年1月。
- 「伊勢神宮と武家社会」『広島大学文学部紀要』第7号、広島大学、1955年3月。
- 「芸備の歴史」『日本文化風土記 第6巻 中国・四国篇』、和歌森太郎、吉田精一、小川徹編、河出書房、1955年12月、284-287頁。国立国会図書館デジタルコレクション
- 「武士の信仰―小早川氏と仏通寺―」『芸備地方史研究』第17/18号、芸備地方史研究会、1956年7月。
- 「城下町成立の問題―広島を中心として―」『大名領国と城下町』、魚澄惣五郎編、柳原書店、1957年3月、1-23頁。国立国会図書館デジタルコレクション
- 「南北朝争乱期を契機とする武士団性格の変化について―芸備両国を中心として―」『社会科教育歴史・地理論集』、杉本直治郎、沖野舜二編、1957年3月、55-59頁。国立国会図書館デジタルコレクション
- 「中世の市場」『芸備地方史研究』第25/26号、芸備地方史研究会、1958年5月。
- 「宮座と神主」『芸備地方史研究』第30号、芸備地方史研究会、1959年8月。
- 「南北朝の動乱を契機とする武士団性格の変化」『魚澄先生古稀記念国史学論叢』、魚澄先生古稀記念会、1959年、141-153頁。国立国会図書館デジタルコレクション
- 「山村の歴史―八幡高原を中心として―」『三段峡と八幡高原 総合学術調査研究報告』、広島県教育委員会、1959年、401-408頁。後藤陽一、渡辺則文、道重哲男、武井博明との共著。国立国会図書館デジタルコレクション
- 「今昔物語の世界」『芸備地方史研究』第32/33号、芸備地方史研究会、1960年5月。
- 「中世武家社会に於ける現世的合理思想の展開」『史学研究』第77/78/79号、広島史学研究会、1960年10月、82-92頁。
- 「論説 吉川元長の教養」『芸備地方史研究』第36号、芸備地方史研究会、1961年3月。
  - 「吉川元長の教養」『戦国大名論集6 中国大名の研究』、岸田裕之編、吉川弘文館、1984年6月、372-383頁。国立国会図書館デジタルコレクション
- 「鎌倉武士の精神生活とその基盤」『広島大学文学部紀要』第21号、広島大学、1962年2月、221-247頁。
- 「領主制の進展と惣領制」『日本歴史』第165号、日本歴史学会編、吉川弘文館、1962年3月、CRID 1520009408536581760。
- 「広島」『城下町』、和歌森太郎編、有紀書房、1962年3月、163-170頁。国立国会図書館デジタルコレクション
- 「楽音寺文書について」『広島県文化財調査報告 第2集』、広島県教育委員会、1962年3月、51-83頁。国立国会図書館デジタルコレクション
- 「中世武家社会の道徳」『国民生活史研究 第5 生活と道徳習俗』、伊東多三郎編、吉川弘文館、1962年4月、169-200頁。
- 「中世武士団の氏神氏寺」『地域社会と宗教の史的研究』、柳原書店、1963年3月、3-28頁。国立国会図書館デジタルコレクション
- 「室町戦国期の武士の精神生活」『社会科研究』第11号、全国社会科教育学会、1963年3月、28-35頁。国立国会図書館デジタルコレクション
- 「室町前期の武家社会と文化」『史学研究』第89号、広島史学研究会、1963年10月、1-16頁、CRID 1520853832354302592。
- 「形成期武士階層とその精神構造」『日本歴史』第193号、日本歴史学会編、吉川弘文館、1964年6月、CRID 1520572358352677248。
- 「日本文化の展開とその基盤Ⅱ―中世編―」『講座 社会科教育 第6巻 日本史Ⅰ』、柳原書店、1964年9月、28-35頁。国立国会図書館デジタルコレクション
- 「南北朝武士気質―武士団」『人物往来歴史読本』第9巻第11号、人物往来社、1964年11月、28-35頁。
- 「中世武家社会とその精神構造」、博士論文、1965年1月。
- 「中世における厳島神社の性格」『神道学』第44号、神道学会、1965年2月、26-41頁。国立国会図書館デジタルコレクション
- 「戦国武士の教養と宗教」『広島大学文学部紀要』第24巻第1号、広島大学、1965年3月、31-51頁。
- 「紹介 国宝明王院本堂修理工事報告書、重要文化財不動院楼門修理工事報告書」『芸備地方史研究』第55号、芸備地方史研究会、1965年5月、26-29頁。
- 「瀬戸内海史上における厳島合戦」『軍事史学』第1巻第4号、錦正社、1966年2月、15-30頁。
- 「平家興亡の跡」『日本の旅7 四国／瀬戸内海』、座右宝刊行会編、小学館、1966年3月、128-133頁。国立国会図書館デジタルコレクション
- 「人物環境―歴史的背景―」『油木・豊松民俗資料緊急調査報告書』、広島県教育委員会、1966年3月、33-44頁。国立国会図書館デジタルコレクション
- 「古代内海交通の諸問題」『内海産業と水運の史的研究』、福尾猛市郎編、吉川弘文館、1966年9月、1-30頁。国立国会図書館デジタルコレクション
- 「日蓮と北条政権」『日本史研究』第86号、日本史研究会、1966年9月、81-84頁。国立国会図書館デジタルコレクション
- 「鎌倉時代後期の武家社会と文化」『広島大学文学部紀要』第26-3号、広島大学、1966年12月、131-148頁。
- 「西城宮氏と浄久寺」『広島県文化財ニュース』第37号、広島県文化財協会、1968年6月。
- 「西大寺流律宗の伝播―瀬戸内海地域を中心として―」『金沢文庫研究』第148号、神奈川県立金沢文庫、1968年7月、10-14頁。国立国会図書館デジタルコレクション
- 「豊臣時代の武家社会と文化」『荘園制と武家社会』、竹内理三博士還暦記念会編、吉川弘文館、1969年。
- 「沼田新庄系の小早川氏」『広島県文化財ニュース』第45号、広島県文化財協会、1970年6月。
- 「康暦元年の毛利氏置文」『日本歴史』第269号、日本歴史学会編、吉川弘文館、1970年10月、1-8頁、CRID 1520853832304100608。
- 「広島県の山城跡」『広島県文化財ニュース』第48号、広島県文化財協会、1971年3月。
- 「北条氏御内人と文化」『金沢文庫研究』第180号、神奈川県立金沢文庫、1971年4月、1-5頁。国立国会図書館デジタルコレクション
- 「東山山荘と小早川氏」『広島県文化財ニュース』第51号、広島県文化財協会、1971年11月。
- 「動乱の地方史 源平抗争期の＜西海＞」『国文学―解釈と教材の研究―』第227号、学燈社、1972年2月、126-132頁。
- 「東山文化と武士階層」『日本中世史論集』、福尾教授退官記念事業会編、吉川弘文館、1972年7月、175-199頁。国立国会図書館デジタルコレクション
- 「山内首藤氏と甲山城」『広島県文化財ニュース』第54号、広島県文化財協会、1972年9月。
- 「洞雲寺の歴史」『広島県文化財ニュース』第57号、広島県文化財協会、1973年4月。
- 「瀬戸内海史上における厳島合戦」『中世武家社会の研究』、吉川弘文館、1973年5月。
  - 「瀬戸内海史上における厳島合戦」『戦国大名論集6 中国大名の研究』、岸田裕之編、吉川弘文館、1984年6月、410-435頁。国立国会図書館デジタルコレクション
- 「戦国時代の吉川氏」『広島県文化財ニュース』第61号、広島県文化財協会、1974年5月。
- 「厳島の歴史と民俗 毛利氏と厳島合戦」『芸備地方史研究』第97/98号、芸備地方史研究会、1974年5月、37-50頁。
- 「北条氏の隆盛と草戸千軒町遺跡」『金沢文庫研究』第219号、神奈川県立金沢文庫、1974年8月、14-18頁。国立国会図書館デジタルコレクション
- 「戦記類 源平盛衰記」『歴史読本』第241号、新人物往来社、1975年7月。
- 「小早川氏の氏寺について」『瀬戸内海地域の宗教と文化』、雄山閣出版、1976年2月、72-97頁。国立国会図書館デジタルコレクション
- 「歴史手帖 元就教訓状と毛利両川体制の形成」『日本歴史』第333号、日本歴史学会編、吉川弘文館、1976年2月、44-46頁、CRID 1520290882125980032。
- 「内海中央部の海賊衆―伊予衆の北上と安芸小早川氏勢力の南下―」『瀬戸内水軍資料調査報告書 瀬戸内水軍』、広島県教育委員会編、広島県文化財協会発行、1976年3月、20-34頁。国立国会図書館デジタルコレクション
- 「恵瓊」『日本宗教史の謎 下』、和歌森太郎編、佼成出版社、1976年5月、31-40頁。国立国会図書館デジタルコレクション
- 「海賊衆と海賊城跡」『歴史手帖』第31号、名著出版、1976年5月、4-10頁。
- 「西国の経済発展と海賊衆」『内海地域社会の史的研究』、松岡久人編、マツノ書店、1978年3月、101-110頁。国立国会図書館デジタルコレクション
- 「講演 小早川隆景と毛利両川体制」『芸備地方史研究』第116/117号、芸備地方史研究会、1978年4月、1-10頁。
- 「甲山と世羅の歴史」『広島県文化財ニュース』第77号、広島県文化財協会、1978年5月。
- 「古文書の伝来と保存 中国」『日本古文書学講座1 総論編』、雄山閣出版、1978年6月。藤井昭との共著。
- 「歴史手帖 尼将軍政子について」『日本歴史』第368号、日本歴史学会編、吉川弘文館、1979年1月、76-79頁、CRID 1520572358953574656。
- 「宮島の歴史とその周辺」『広島県文化財ニュース』第78号、広島県文化財協会、1980年11月。
- 「研究余録 西大寺流律宗と瀬戸内」『日本歴史』第392号、日本歴史学会編、吉川弘文館、1981年1月、109-111頁、CRID 1520572357412988672。
- 「西大寺流律宗と瀬戸内」『シンポジウム中世の瀬戸内 下』、山陽新聞社、1982年1月、128-133頁。
- 「毛利一門団結のシンボル妙玖」『歴史と人物』第134号、中央公論社、1982年7月、128-133頁。
  - 「毛利一門団結のシンボル妙玖」『戦国大名論集6 中国大名の研究』、岸田裕之編、吉川弘文館、1984年6月、276-285頁。国立国会図書館デジタルコレクション
- 「歴史手帖 毛利時親の立場」『日本歴史』第416号、日本歴史学会編、吉川弘文館、1983年1月、61-63頁。
- 「瀬戸内海史小論」『防長風土注進案別冊付録』、山口県文書館編、マツノ書店、1983年4月、58-62頁。国立国会図書館デジタルコレクション
- 「武士の伊勢信仰」『歴史手帖』第129号、名著出版、1984年7月、16-20頁。
- 「特別レポート 生駒屋敷をめぐる人たち」『歴史研究』第314号、戎光祥出版、1987年6月、70-71頁。
- 「前野長康の手記「五宗記」」『歴史読本』第466号、新人物往来社、1987年12月、256-257頁。
- 「第二代 源頼家―政治権力喪失、無念の最期」『歴史と旅』第230号、秋田書店、1989年11月、256-257頁。

## 書評
- 川上村史編纂会編『広島県川上村史』の書評 - 芸備地方史研究会編『芸備地方史研究』第34号、川上村史刊行会、1960年1月。
- 高取町史編纂委員会編『高取町史』の書評 - 日本歴史学会編『日本歴史』第195号、吉川弘文館、1964年8月、100-101頁。
- H.チースリク編著『芸備キリシタン史料』の紹介 - 芸備地方史研究会編『芸備地方史研究』第74/75号、1968年11月、31-32頁。
- 水野恭一郎『武家時代の政治と文化』の書評 - 日本歴史学会編『日本歴史』第334号、吉川弘文館、1976年3月、94-95頁。
- 米原正義『戦国武士と文芸の研究』の書評 - 国史学会編『国史学』第102号、国史学会、1977年5月、70-73頁。
- 御家人制研究会編『御家人制の研究』の書評 - 『史学雑誌』第90巻第11号、1981年11月。

## その他
- 「時の流れ」小倉先生御退官謝恩事業会編『小倉先生記念録』小倉先生御退官謝恩事業会、1963年3月、161-163頁。国立国会図書館デジタルコレクション